# Jeolla de Nord
Jeollabuk-do (Jeolla de Nord) este o provincie în estul Coreei de Sud. Provincia s-a format în 1896, fiind, de fapt, partea de nord a fostei provincii Jeolla. A fost provincie a Coreei până la divizarea din 1945, apoi a devenit parte din Coreea de Sud. Capitala provinciei și cel mai mare oraș este Jeonju, care este administrativ separat, având rangul de oraș metropolitan.

## Subîmpărțire administrativă

### Districte urbane
- Jeonju-si (전주시, 全州市)
- Iksan-si (익산시, 益山市)
- Gunsan-si (군산시, 群山市)
- Jeongeup-si (정읍시, 井邑市)
- Namwon-si (남원시, 南原市)
- Gimje-si (김제시, 金堤市)

### Districte rurale
- Wanju-gun (완주군, 完州郡)
- Gochang-gun (고창군, 高敞郡)
- Buan-gun (부안군, 扶安郡)
- Imsil-gun (임실군, 任實郡)
- Sunchang-gun (순창군, 淳昌郡)
- Jinan-gun (진안군, 鎭安郡)
- Muju-gun (무주군, 茂朱郡)
- Jangsu-gun (장수군, 長水郡)